# Экордаль
Экорда́ль (фр. Écordal) — коммуна во Франции, находится в регионе Шампань — Арденны. Департамент — Арденны. Входит в состав кантона Туртерон. Округ коммуны — Вузье.
Код INSEE коммуны — 08151.
Коммуна расположена приблизительно в 180 км к северо-востоку от Парижа, в 70 км севернее Шалон-ан-Шампани, в 29 км к югу от Шарлевиль-Мезьера.

## Население
Население коммуны на 2008 год составляло 299 человек.
| 1962 | 1968 | 1975 | 1982 | 1990 | 1999 | 2008 |
| ---- | ---- | ---- | ---- | ---- | ---- | ---- |
| 291  | 325  | 291  | 225  | 214  | 267  | 299  |

## Администрация
| Период | Период | Фамилия         | Партия | Должность |
| ------ | ------ | --------------- | ------ | --------- |
| 2001   | 2008   | Астер де Кокер  |        |           |
| 2008   |        | Марсель Летисье |        |           |

## Экономика
В 2007 году среди 184 человек в трудоспособном возрасте (15—64 лет) 137 были экономически активными, 47 — неактивными (показатель активности — 74,5 %, в 1999 году было 64,7 %). Из 137 активных работали 127 человек (79 мужчин и 48 женщин), безработных было 10 (5 мужчин и 5 женщин). Среди 47 неактивных 12 человек были учениками или студентами, 7 — пенсионерами, 28 были неактивными по другим причинам.

## Фотогалерея

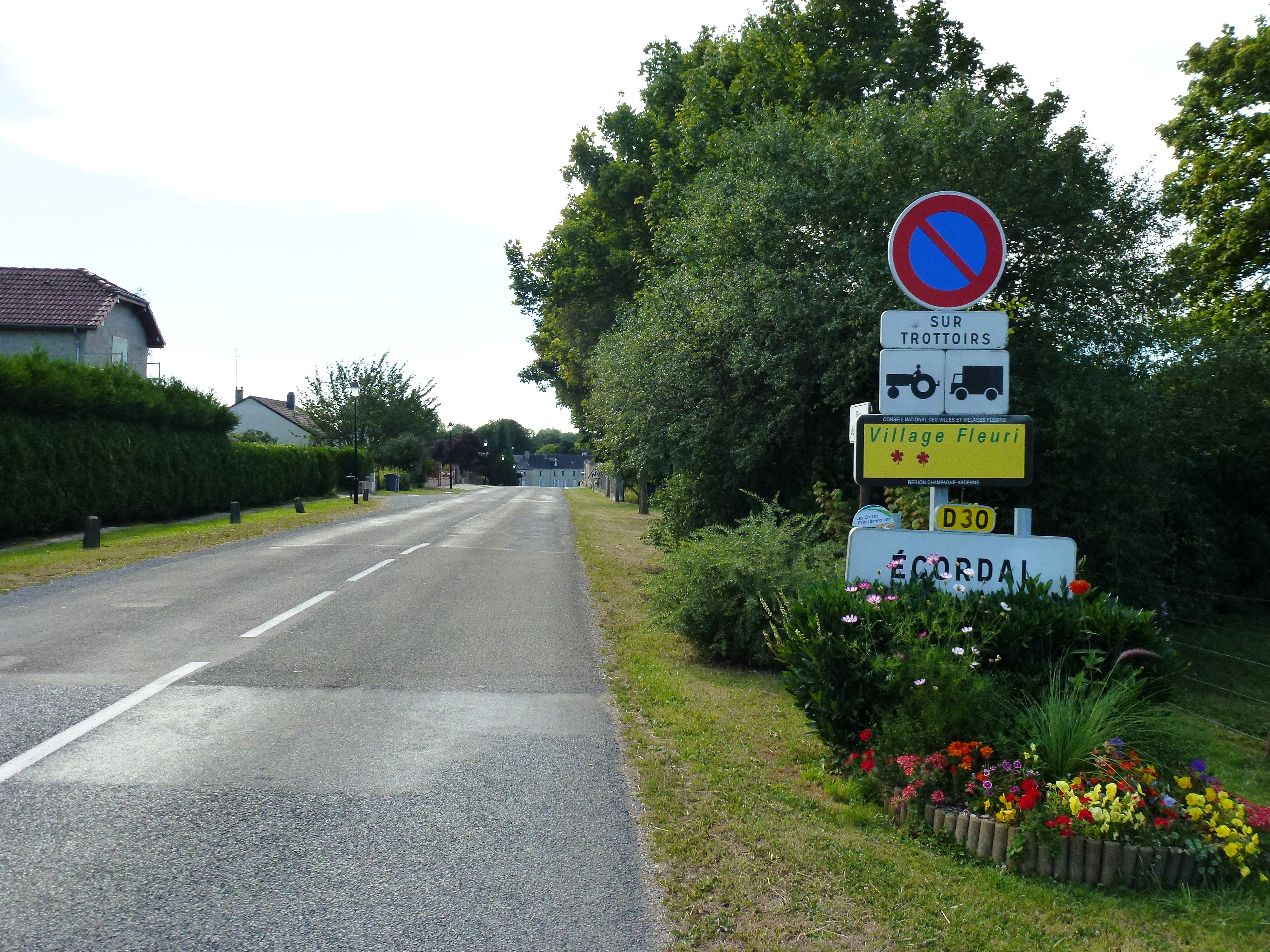
Въезд в Экордаль
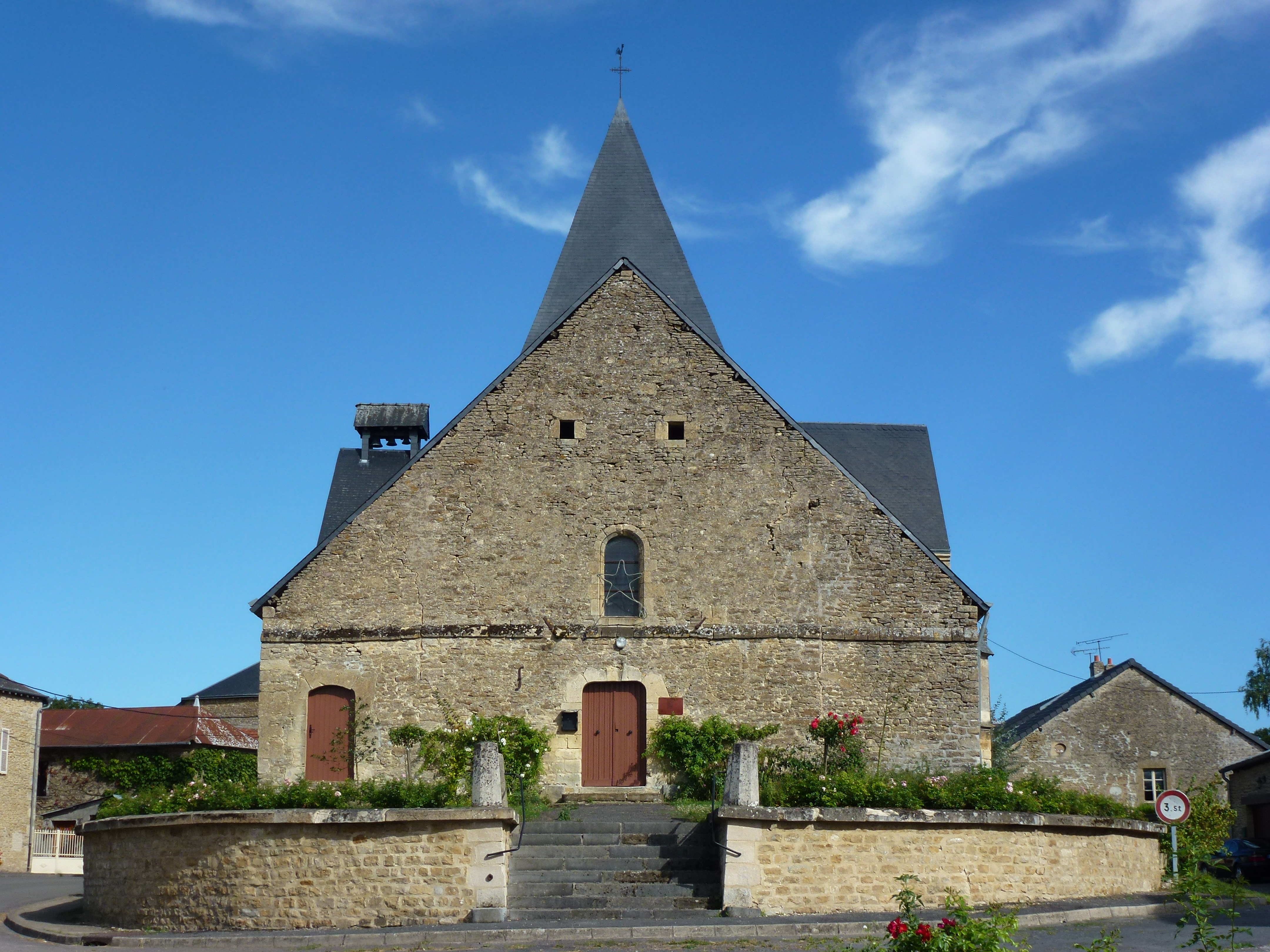
Церковь Сен-Реми
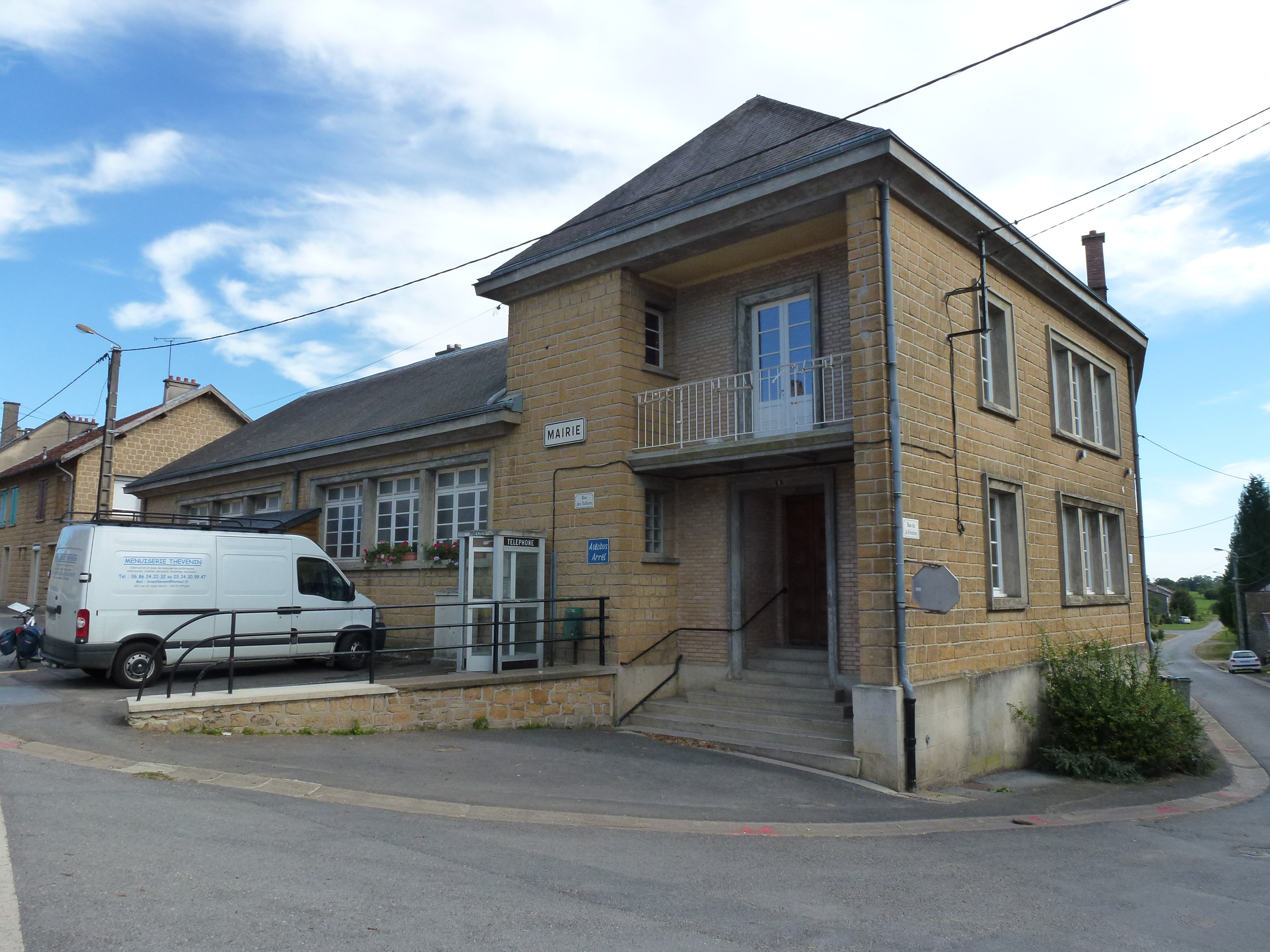
Мэрия
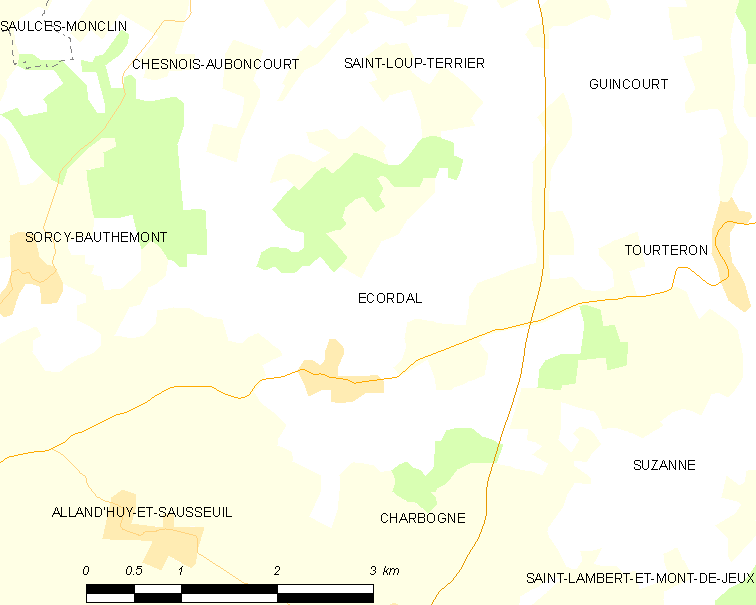
Карта коммуны